# Лизунов, Леонид Иванович
Леонид Иванович Лизунов (1920—1987) — полковник Советской Армии, участник Великой Отечественной войны, Герой Советского Союза (1945).

## Биография
Леонид Лизунов родился 14 апреля 1920 года в селе Бобровка (ныне — Кинельский район Самарской области). После окончания Куйбышевского финансово-экономического техникума работал инспектором в Куйбышевском горфинотделе. Окончил аэроклуб. В 1940 году Лизунов был призван на службу в Рабоче-крестьянскую Красную Армию. В 1942 году он окончил Энгельсскую военную авиационную школу пилотов. С августа того же года — на фронтах Великой Отечественной войны.
К апрелю 1945 года гвардии старший лейтенант Леонид Лизунов был заместителем командира эскадрильи 165-го гвардейского штурмового авиаполка 10-й гвардейской штурмовой авиадивизии 17-й воздушной армии 3-го Украинского фронта. К тому времени он совершил 135 боевых вылетов на воздушную разведку и штурмовку скоплений боевой техники и живой силы противника, нанеся ему большие потери.
Указом Президиума Верховного Совета СССР от 18 августа 1945 года гвардии старший лейтенант Леонид Лизунов был удостоен высокого звания Героя Советского Союза с вручением ордена Ленина и медали «Золотая Звезда».
После окончания войны Лизунов продолжил службу в Советской Армии. В 1954 году он окончил Военно-воздушную академию. В 1967 году в звании полковника Лизунов был уволен в запас. Проживал и работал в Луцке. Скончался 14-го августа 1987 года. Похоронен на кладбище в селе Гаразджа Луцкого района Волынской области.
Был также награждён двумя орденами Красного Знамени, двумя орденами Отечественной войны 1-й степени, двумя орденами Красной Звезды, рядом медалей.